# Karel Herfort (1871)
Karel Herfort (8. srpna 1871 Praha – 29. března 1940 Praha) byl zakladatel české dětské psychiatrie a profesorem psychopatologie dětského věku. Také se habilitoval v oboru hygieny a stomatologie, které přednášel na Učitelském ústavu v Praze.

## Život
Od roku 1902 pracoval jako lékař v prvním pražském ústavu pro výchovu slabomyslných Ernestinum (ve Šternberském paláci v Praze na Hradčanech) a později se stal i jeho ředitelem. V roce 1925 založil odborný časopis Úchylná mládež, zaměřený na výzkum a výchovu slabomyslné, hluchoněmé, slepé, mravně vadné a zmrzačelé mládeže. Je pohřben na pražském hřbitově v Šárce.

## Dílo
- Péče o duševně abnormální děti
- Problém degenerace ve světle genetiky
- Péče o slabomyslné
- Dědičnost a puberta
- Revue: Úchylná mládež

## Rodina
- 14. července 1903 se v pražském kostele sv. Vojtěcha oženil s Olgou Sobičkovou (1879-???), dcerou advokáta Josefa Sobičky[3] (1841-1909)[4]
- Syn Karel Herfort mladší[5] (1906-2000) se stal lékařem-gastroenterologem.